# Codex Boernerianus
O Codex Boernerianus, também conhecido como Manuscrito Gp ou 012 (Gregory-Aland), pertence provavelmente ao século século IX. Contem 99 fólios dos Epístolas paulinas (20 x 18 cm). 
Actualmente acha-se no Sachsische Landesbibliothek (A 145b) em Dresden.

## Texto
O texto grego desse códice é um representante do Texto-tipo Ocidental. Aland colocou-o na Categoria III.

## Bibliografia

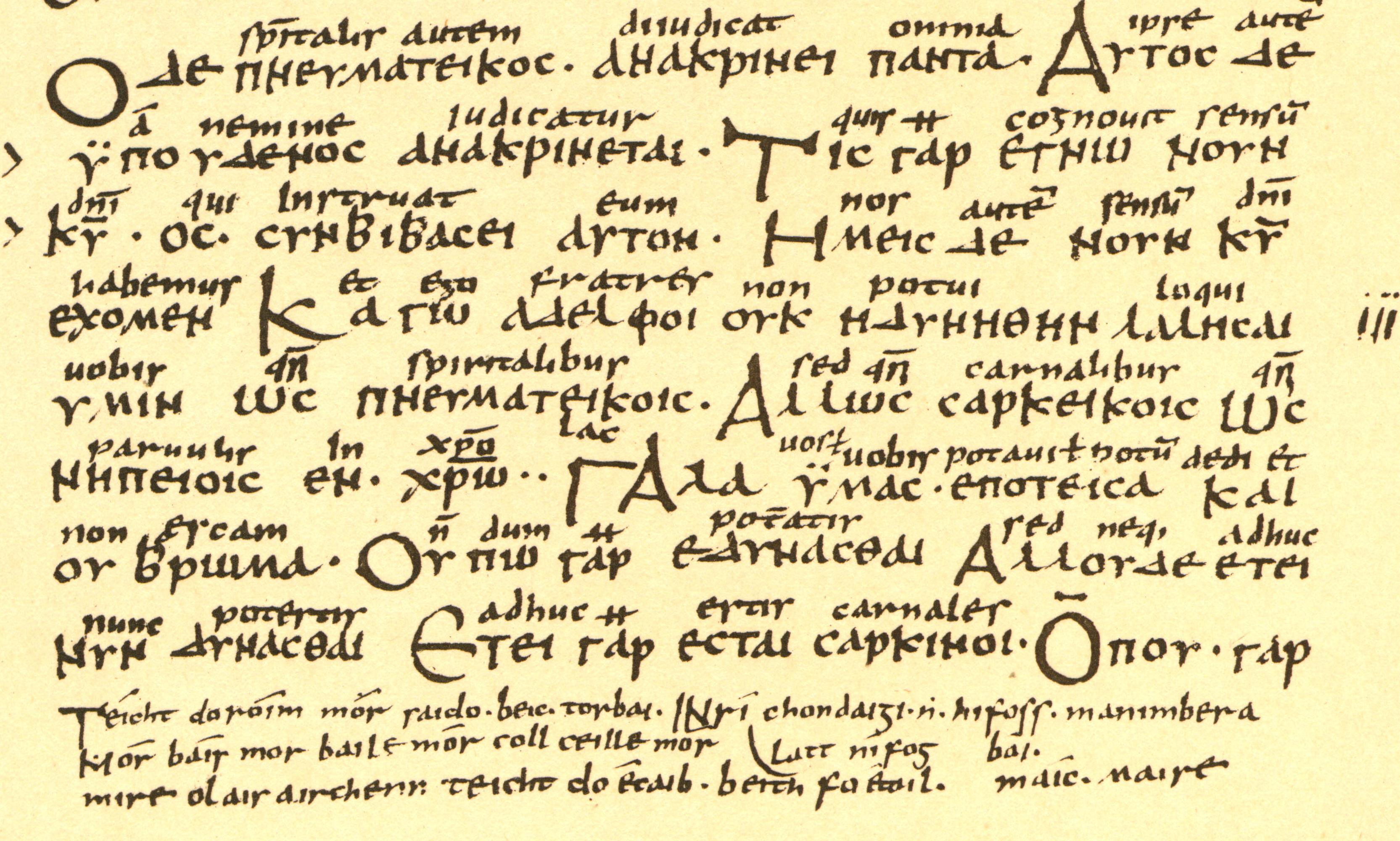
Below biblical text Irish verse (three lines)